# Coniopteryx (Coniopteryx) caffer
Coniopteryx (Coniopteryx) caffer is een insect uit de familie van de dwerggaasvliegen (Coniopterygidae), die tot de orde netvleugeligen (Neuroptera) behoort. 
Coniopteryx (Coniopteryx) caffer is voor het eerst wetenschappelijk beschreven door Tjeder in 1957.